# Giovanni Battista Castrucci
Giovanni Battista Castrucci, italijanski duhovnik, nadškof in kardinal, * 1541, Lucca, † 18. avgust 1595.

## Življenjepis
21. oktobra 1585 je bil imenovan za nadškofa Chietija; škofovsko posvečenje je prejel 3. novembra istega leta. S tega položaja je odstopil leta 1591.
18. decembra 1585 je bil povzdignjen v kardinala in 15. januarja 1586 imenovan za kardinal-duhovnika S. Maria in Ara Coeli ter 14. februarja 1592 za Ss. Giovanni e Paolo.